# 男孩 (长篇小说)
《男孩》（英語：Boyhood: Scenes from Provincial Life），是南非英語作家约翰·马克斯韦尔·库切的自传体长篇小说，副标题是“外地生活场景”（英語：Scenes from Provincial Life），“外地生活场景之二”是他的长篇小说《青春》。中文译著版本省略了副标题。:1-4

## 写作和出版
《男孩》写于1997年，是库切的自传体长篇小说。:1-4

## 内容
1806年，英国人占领了开普敦，开启了大不列颠帝国在南非的殖民史，由于英国文化比荷兰文化的强势，在殖民地南非的白人后代都对英国文化产生了精神皈依。
该长篇小说讲述主人公“约翰”10岁到13岁在南非小城市伍斯特的童年生活。
约翰是一名荷兰裔南非人，他自幼就接受英式教育，向往英国文化，立志跻身于英国人的生活之中，但是他是“假英国裔男孩”（英語：false English boy），遭到了人生的尴尬，在英国人眼里，他还是带着“殖民地的傻气”。

## 主题和风格
《男孩》通过“约翰”这个小男孩对周围世界的感受，揭示了南非社会深深的文化裂痕，书中写了南非的种族歧视制度，涉及白人、黑人、混血种人（英語：Coloured）、土著人（英語：Native）、阿非利堪人与英格兰裔南非人，同时包括南非历史上的“大迁徙”（英語：Great Trek）、“布尔战争”（英語：Boer War）。:179-182

## 评价
库切在1987年以色列最高文学奖“耶路撒冷奖”的时候谈到自己的文学作品：“南非文学是奴役中的文学......充满了无家可归的感情和对一种无名的自由的渴望。......正是你认为在监狱里的人会写出来的那种文字。”:180-182
2003年诺贝尔文学奖授词说：“他的自传体小说《男孩》主要围绕着父亲的人格屈辱以及由此引起的儿子的心理分裂。但小说同时展现了南非老派乡村生活的奇妙场景，以及布尔人和英格兰人之间、白人和黑人之间永无休止的冲突。在续篇《青春》中，作者冷酷地剖析自己，刻画了一个以古怪的方式祈望得到他人认同的年轻人。”:183-185

## 译著
简体中文版本已经由翻译家文敏翻译。:1